# Superman – A Krypton utolsó fia
A Superman – A Krypton utolsó fia (eredeti cím: Superman: The Last Son of Krypton) amerikai 2D-s számítógépes animációs film, amely VHS-en és DVD-n jelent meg 1996-ban. A forgatókönyvet Alan Burnett és Paul Dini írta, Bruce Timm, Dan Riba, Scott Jeralds és Curt Geda rendezte, a zenéjét Harvey Cohen, Michael McCuistion és Lolita Ritmanis szerezte, a producere Alan Burnett, Paul Dini, Jean MacCurdy és Bruce Timm. A Warner Bros. Animation készítette.
Amerikában eredetileg a Superman: A rajzfilmsorozat első három részében mutatták be 1996. szeptember 6-án, később VHS-en és DVD-n is kiadta a Warner Home Video. Magyarországon szintén a rajzfilmsorozatban mutatták be az RTL Klubon, 2004. november 30-án pedig DVD-n is megjelent a Warner Home Video forgalmazásában.
A film a Superman: A rajzfilmsorozat első három részének összerakott változata.

## Szereplők
| Szereplő              | Eredeti hang         | Magyar hang     |
| --------------------- | -------------------- | --------------- |
| Superman / Clark Kent | Tim Daly             | Kálid Artúr     |
| Lois Lane             | Dana Delany          | Kéri Kitty      |
| Lex Luthor            | Clancy Brown         | Kristóf Tibor   |
| John Corben           | Malcolm McDowell     | Vass Gábor      |
| Jor-El                | Christopher McDonald | Jakab Csaba     |
| Lara                  | Finola Hughes        | Orosz Anna      |
| Jonathan Kent         | Mike Farrell         | Barbinek Péter  |
| Martha Kent           | Shelley Fabares      | Bessenyei Emma  |
| Sul-Van               | Tony Jay             | Breyer László   |
| Brainiac              | Corey Burton         | Tóth G. Zoltán  |
| Perry White           | George Dzundza       | Bitskey Tibor   |
| Jimmy Olsen           | David Kaufman        | Markovics Tamás |
| Angela Chen           | Lauren Tom           | Incze Ildikó    |
| Bébi Kal-El           | Jesse Batten         | Büti Márk       |
| Bibbo                 | Brad Garrett         | Kránitz Lajos   |
| Tinédzser Clark Kent  | Jason Marsden        | Simonyi Balázs  |
| Lana Lang             | Kelly Schmidt        | Vadász Bea      |

További eredeti hangok: Brian George, Dorian Harewood, Charles Howerton, Tress MacNeille, Roger Rose, Nicholas Savalas, Miracle Vincent, Vernee Watson-Johnson

## Televíziós megjelenések
RTL Klub